# Psilochorus bruneocyaneus
Psilochorus bruneocyaneus is een spinnensoort uit de familie trilspinnen (Pholcidae). De soort komt voor in Brazilië. 